# El Paso County (Colorado)
El Paso County is een county in de Amerikaanse staat Colorado.
De county heeft een landoppervlakte van 5.507 km² en telt 516.929 inwoners (volkstelling 2000). De hoofdplaats is Colorado Springs.

## Bevolkingsontwikkeling

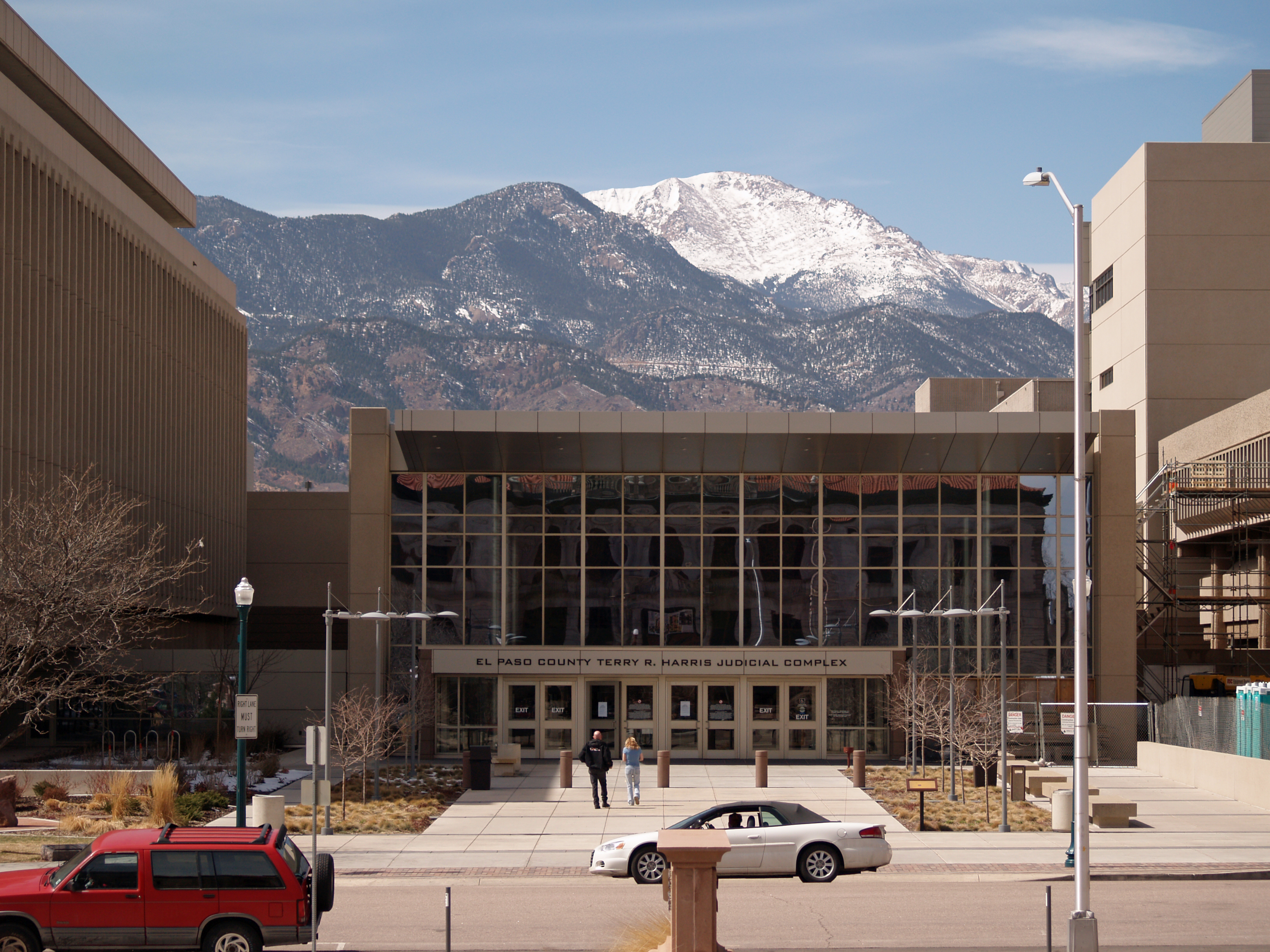
El Paso County Justice Center